# Colletes reinigi
Colletes reinigi är en biart som beskrevs av Noskiewicz 1936. Colletes reinigi ingår i släktet sidenbin, och familjen korttungebin. Inga underarter finns listade i Catalogue of Life.